# Manfred Zsak
Manfred Zsak (Mödling, 1964. december 22. –) válogatott osztrák labdarúgó, középpályás, edző.

## Pályafutása

### Klubcsapatban
1982 és 1987 között az Admira Wacker, 1987 és 1996 között az Austria Wien labdarúgója volt. Az Austriával három-három bajnoki címet és kupagyőzelmet ért el. 1996-ban a Grazer AK, 1996–97-ben az FC Linz, 1997–98-ban az Admira Wacker Mödling, 1998–99-ben az SV Schwechat, 2000–01-ben az ASK Bad Vöslau csapatában játszott. 2001 és 2004 között a burgenlandi SV Rust együttesében fejezte be az aktív labdarúgást.

### A válogatottban
1986 és 1993 között 49 alkalommal szerepelt az osztrák válogatottban és öt gólt szerzett. Tagja volt az 1990-es olaszországi világbajnokságon részt vevő csapatnak.

### Edzőként
Az Austria Wien, az Admira Wacker Mödling Akademie, a Polizei/Feuerwehr és az SV Rust csapatainál dolgozott edzőként. 2005–06-ban az osztrák U16-os, 2006 és 2009 között az osztrák U21-es válogatott vezetőedzője volt. 2009 és 2011 között az osztrák válogatottnál tevékenykedett segédedzőként. 2001 óta ismét különböző korosztályos osztrák válogatottak szakmai munkáját irányítja.

## Sikerei, díjai
Austria Wien
- Osztrák bajnokság
  - bajnok (3): 1990–91, 1991–92, 1992–93
- Osztrák kupa
  - győztes (3): 1990, 1992, 1994